# 17693 Wangdaheng
17693 Wangdaheng è un asteroide della fascia principale. Scoperto nel 1997, presenta un'orbita caratterizzata da un semiasse maggiore pari a 2,9850009 UA e da un'eccentricità di 0,1001798, inclinata di 10,11700° rispetto all'eclittica.